# آرشي إيرفاين
آرشي إيرفاين (بالإنجليزية: Archie Irvine)‏ هو لاعب كرة قدم بريطاني، ولد في 25 يونيو 1946 في کوتبريج ‏ في المملكة المتحدة. لعب مع سكونثورب يونايتد وشيفيلد وينزداي ونادي دونكاستر روفرز.